# Heterogonium nieuwenhuisii
Heterogonium nieuwenhuisii là một loài thực vật có mạch trong họ Dryopteridaceae. Loài này được (Racib.) C. Chr. miêu tả khoa học đầu tiên năm 1934.